# Kolkata Metropolitan Development Authority
 (juillet 2025).
Si vous disposez d'ouvrages ou d'articles de référence ou si vous connaissez des sites web de qualité traitant du thème abordé ici, merci de compléter l'article en donnant les références utiles à sa vérifiabilité et en les liant à la section « Notes et références ».
Le KMDA (ou  Kolkata Metropolitan Development Authority) est l'autorite statutaire de planification et de développement de l'Aire Métropolitaine de Kolkata (KMA), à la suite du West Bengal Town and Country (Planning & Development) Act de 1979.  Tout d'abord créé par une Ordonnance Présidentielle en 1970, il s'agit désormais de l'agence responsable de la planification, de la promotion et du développement de la KMA. 